# Panora
Panora ist eine Kleinstadt mit dem Status „City“ im Guthrie County des US-amerikanischen Bundesstaats Iowa.
Das U.S. Census Bureau hat bei der Volkszählung 2020 eine Einwohnerzahl von 1091 ermittelt.
Panora ist Bestandteil der Metropolregion um Iowas Hauptstadt Des Moines.

## Geographie
Panora liegt im südwestlichen Zentrum Iowas unterhalb des Lake Panorama, einem Stausee des über den Raccoon River und den Des Moines River zum Einzugsgebiet des Mississippi Rivers gehörenden Middle Raccoon River.
Das Stadtgebiet erstreckt sich über eine Fläche von 4,66 km² und liegt in der Cass Township.
Nachbarorte von Panora sind Lake Panorama (an der nordwestlichen Stadtgrenze), Yale (10,6 km nördlich), Linden (12,3 km südöstlich) und Guthrie Center (12,1 km westlich).
Das Zentrum von Des Moines liegt 73,8 km östlich. Die nächstgelegenen weiteren Großstädte sind die Twin Cities in Minnesota (Minneapolis und Saint Paul) (449 km nordnordöstlich), Waterloo (240 km nordöstlich), Cedar Rapids (247 km ostnordöstlich), Iowa City (244 km östlich), Kansas City in Missouri (350 km südlich), Nebraskas größte Stadt Omaha (174 km westsüdwestlich), Sioux City (236 km nordwestlich) und South Dakotas größte Stadt Sioux Falls (370 km in der gleichen Richtung).

## Verkehr
Der Iowa State Highway 44 verläuft in West-Ost-Richtung als Hauptstraße durch das Stadtgebiet von Panora und trifft im Zentrum auf den südlichen Endpunkt des Iowa State Highway 4. Alle weiteren Straßen sind untergeordnete Landstraßen, teils unbefestigte Fahrwege sowie innerörtliche Verbindungsstraßen.
Durch Panora verläuft in Nord-Süd-Richtung auf der Trasse einer ehemaligen Eisenbahnstrecke der früheren Chicago and North Western Railway mit dem Raccoon River Valley Trail ein Rail Trail für Wanderer und Radfahrer.
Mit dem Guthrie County Regional Airport befindet sich 6,3 km westsüdwestlich ein kleiner Flugplatz. Der nächste Verkehrsflughafen ist der Des Moines International Airport (80 km ostsüdöstlich).

## Bevölkerung
Nach der Volkszählung im Jahr 2010 lebten in Panora 1124 Menschen in 460 Haushalten. Die Bevölkerungsdichte betrug 241,2 Einwohner pro Quadratkilometer. In den 460 Haushalten lebten statistisch je 2,31 Personen.
Ethnisch betrachtet setzte sich die Bevölkerung zusammen aus 98,5 Prozent Weißen, 0,2 Prozent (zwei Personen) Afroamerikanern, 0,4 Prozent Asiaten sowie 0,1 Prozent (eine Person) aus anderen ethnischen Gruppen; 0,9 Prozent stammten von zwei oder mehr Ethnien ab. Unabhängig von der ethnischen Zugehörigkeit waren 1,4 Prozent der Bevölkerung spanischer oder lateinamerikanischer Abstammung.
26,1 Prozent der Bevölkerung waren unter 18 Jahre alt, 51,7 Prozent waren zwischen 18 und 64 und 22,2 Prozent waren 65 Jahre oder älter. 55,2 Prozent der Bevölkerung waren weiblich.
Das mittlere jährliche Einkommen eines Haushalts lag bei 50.536 USD. Das Pro-Kopf-Einkommen betrug 24.517 USD. 8,2 Prozent der Einwohner lebten unterhalb der Armutsgrenze.

## Persönlichkeiten
- William R. Ellis (1850–1915), republikanischer Abgeordneter des US-Repräsentantenhauses, wirkte als Anwalt und Bürgermeister in Panora
- Lester L. Snyder (1894–1968), US-amerikanisch-kanadischer Ornithologe, wurde in Panora geboren
- Meredith Blake (1917–1985), Jazzsängerin, wurde in Panora geboren